# Lỗ đen sao
Một lỗ đen sao (hay lỗ đen khối lượng sao) là một lỗ đen hình thành bởi sự suy sụp hấp dẫn của một ngôi sao khối lượng lớn.  Chúng có khối lượng trải dài từ 5 đến vài chục lần khối lượng Mặt Trời.

## Ứng cử viên
Hầu hết các ứng cử viên đều là hệ sao đôi.
| Tên                      | Khối lượng lỗ đen (lần khối lượng mặt trời) | Khối lượng Đồng hành (lần khối lượng mặt trời) | Chu kỳ quỹ đạo (ngày) | Khoảng cách từ Trái Đất (năm ánh sáng) | Vị trí             |
| ------------------------ | ------------------------------------------- | ---------------------------------------------- | --------------------- | -------------------------------------- | ------------------ |
| A0620-00/V616 Mon        | 11 ± 2                                      | 2.6–2.8                                        | 0.33                  | khoảng 3500                            | 06:22:44 -00:20:45 |
| GRO J1655-40/V1033 Sco   | 6.3 ± 0.3                                   | 2.6–2.8                                        | 2.8                   | 5000−11000                             | 16:54:00 -39:50:45 |
| XTE J1118+480/KV UMa     | 6.8 ± 0.4                                   | 6−6.5                                          | 0.17                  | 6200                                   | 11:18:11 +48:02:13 |
| Cyg X-1                  | 11 ± 2                                      | ≥18                                            | 5.6                   | 6000–8000                              | 19:58:22 +35:12:06 |
| GRO J0422+32/V518 Per    | 4 ± 1                                       | 1.1                                            | 0.21                  | khoảng 8500                            | 04:21:43 +32:54:27 |
| GRO J1719-24             | ≥4.9                                        | ~1.6                                           | có thể 0.6            | khoảng 8500                            | 17:19:37 -25:01:03 |
| GS 2000+25/QZ Vul        | 7.5 ± 0.3                                   | 4.9–5.1                                        | 0.35                  | khoảng 8800                            | 20:02:50 +25:14:11 |
| V404 Cyg                 | 12 ± 2                                      | 6.0                                            | 6.5                   | 7800±460                               | 20:24:04 +33:52:03 |
| GX 339-4/V821 Ara        |                                             | 5–6                                            | 1.75                  | khoảng 15000                           | 17:02:50 -48:47:23 |
| GRS 1124-683/GU Mus      | 7.0 ± 0.6                                   |                                                | 0.43                  | khoảng 17000                           | 11:26:27 -68:40:32 |
| XTE J1550-564/V381 Nor   | 9.6 ± 1.2                                   | 6.0–7.5                                        | 1.5                   | khoảng 17000                           | 15:50:59 -56:28:36 |
| 4U 1543-475/IL Lupi      | 9.4 ± 1.0                                   | 0.25                                           | 1.1                   | khoảng 24000                           | 15:47:09 -47:40:10 |
| XTE J1819-254/V4641 Sgr  | 7.1 ± 0.3                                   | 5–8                                            | 2.82                  | 24000 – 40000                          | 18:19:22 -25:24:25 |
| GRS 1915+105/V1487 Aql   | 14 ± 4.0                                    | ~1                                             | 33.5                  | khoảng 40000                           | 19:15;12 +10:56:44 |
| XTE J1650-500            | 9.7 ± 1.6                                   | .                                              | 0.32                  |                                        | 16:50:01 -49:57:45 |
| GW150914 (62 ± 4) M☉     | 36 ± 4                                      | 29 ± 4                                         | .                     | 1.3 tỉ                                 |                    |
| GW151226 (21.8 ± 3.5) M☉ | 14.2 ± 6                                    | 7.5 ± 2.3                                      | .                     | 2.9 tỉ                                 |                    |
| GW170104 (48.7 ± 5) M☉   | 31.2 ± 7                                    | 19.4 ± 6                                       | .                     | 1.4 tỉ                                 |                    |